# Metapsylla marginata
Metapsylla marginata är en insektsart som beskrevs av Shinji Kuwayama 1908. Metapsylla marginata ingår i släktet Metapsylla och familjen rundbladloppor. Inga underarter finns listade i Catalogue of Life.